# Luz María Yacometti
Luz María Yacometti Castro (Santiago, 19 de diciembre de 1970) es una actriz chilena, de televisión y de teatro.

## Filmografía

### Telenovelas
| Teleseries | Teleseries                 | Teleseries                 | Teleseries  | Teleseries                        |
| ---------- | -------------------------- | -------------------------- | ----------- | --------------------------------- |
| Año        | Telenovela                 | Rol                        | Canal       | Tipo de rol                       |
| 2010       | Mujeres de lujo            | Remedios Araya             | Chilevisión | Secundario                        |
| 2010       | La familia de al lado      | Apoderada colegio          | TVN         | 1 episodio                        |
| 2011       | Infiltradas                | Jueza Valeria Morales      | Chilevisión | Participación especial            |
| 2012       | Maldita                    | Fresia                     | Mega        |                                   |
| 2012-2013  | La sexóloga                | Jueza Alicia               | Chilevisión | Participación especial            |
| 2013       | Las Vega's                 | Funcionaria Registro Civil | Canal 13    | Participación especial            |
| 2013       | Solamente Julia            | Fiscal Delia Ramírez       | TVN         | Participación especial antagónica |
| 2013       | Graduados                  | Profesora                  | Chilevisión | Participación especial            |
| 2013       | Soltera otra vez''         | Magaly                     | Canal 13    |                                   |
| 2013       | Socias                     | Adela Castro               | TVN         |                                   |
| 2014       | Las 2 Carolinas            | Lucy Ferrada               | Chilevisión | Secundario                        |
| 2014       | Valió la pena              | Funcionaria                | Canal 13    | Participación especial            |
| 2014       | Chipe libre                | Shania                     | Canal 13    | Secundario                        |
| 2014-2015  | No abras la puerta         | Abogada                    | TVN         | Participación especial            |
| 2014-2015  | Pituca sin Lucas           | Gabriela Fernández         | TVN         | Participación especial            |
| 2015       | Eres mi tesoro             | Beatriz Leiva              | TVN         | Participación especial            |
| 2016       | Pobre gallo                | Carmen Troncoso            | TVN         | Secundario                        |
| 2016       | Sres. Papis                | Jueza                      | TVN         | Participación especial            |
| 2017       | Verdades ocultas           | Hilda Zapata               | TVN         | Participación especial            |
| 2018       | Perdona nuestros pecados 2 | Monja                      | TVN         | Participación especial            |
| 2018       | Isla Paraíso               | Jueza                      | TVN         | Participación especial            |
| 2019       | Juegos de poder            | Jueza Aida                 | TVN         | Participación especial            |
| 2019       | Demente                    | Violeta Paz/Giannina Pérez | TVN         | Participación especial            |
| 2021       | Amar profundo              | Rita López                 | TVN         | Secundario                        |

### Series de televisión
| Serie de televisión | Serie de televisión                    | Serie de televisión  | Serie de televisión |
| Año                 | Serie                                  | Rol                  | Canal               |
| ------------------- | -------------------------------------- | -------------------- | ------------------- |
| 2008                | La ofis                                | Teresita             | Canal 13            |
| 2015                | Juana Brava                            | Albinia              | TVN                 |
| 2018                | La Cacería: Las Niñas de Alto Hospicio | Cuidadora del Sename | Mega                |